# Копакабана
Копакабана (порт. Copacabana) је дистрикт у јужном дијелу Рио де Жанеира познат по својој плажи дугачкој 4 километра. Првобитни назив дистрикта је био Сакопенапа (порт. Sacopenapã), али је након изградње реплике капеле Дјевице од Копакабане из Боливије, промијењен у Копакабана. Копакабана је дио Рија од 6. јула 1892.
Копакабана се налази на самој обали и почиње од Авеније Принцезе Изабел, а завршава код спасилачке куле број 6 (Posto Seis), односно код тврђаве Копакабана. У наставку су остале познате плаже Рија Ипанема и Леблон. Сама плажа у Копакабани се протеже од Posto Dois (спасилачка кула број 2) до Posto Seis (спасилачка кула 6).
Највећи концерт на свијету, онај који је 1994. године одржао Род Стјуарт, је одржан на плажи Копакабана, а пратило га је преко 3 милиона људи. Ролингстонси и Раш су такође направили вишемилионске концерте на овој плажи.